# Recopa de Europa 1981-82
La Recopa de Europa 1981-82 fue la vigesimosegunda edición de la Recopa de Europa, en la que participaron los campeones nacionales de copa en la temporada anterior. En esta edición participaron 33 clubes pertenecientes a 32 federaciones nacionales diferentes.
La final, disputada a partido único, enfrentó al Fútbol Club Barcelona y al Standard Lieja en el Camp Nou, en Barcelona, donde venció el equipo blaugrana por 2-1.
El Barcelona de Udo Lattek mantenía a varios de los jugadores que habían sido clave en la conquista de la «Recopa de Basilea» tres años antes, como Lobo Carrasco, Rafael Zuviría, Tente Sánchez, Esteban Vigo y Migueli, a los que se habían sumado Quini, Urruti, Alexanko y Allan Simonsen, entre otros. En una mala temporada en España, la Recopa supuso un enorme bálsamo para la afición y la entidad frente a un Standard que era uno de los equipos punteros de la liga belga y cuyo subcampeonato mostraba el gran momento por el que pasaba el fútbol de ese país en los años ochenta y primeros noventa, de la mano de clubes como el RSC Anderlecht, el Club Brugge, el Royal Antwerp y el RKV Malinas, además del propio Standard.

## Ronda previa
| Equipo 1              | Agr. | Equipo 2           | Ida | Vuelta |
| --------------------- | ---- | ------------------ | --- | ------ |
| Politehnica Timișoara | 2–5  | Lokomotive Leipzig | 2–0 | 0–5    |

Ida
| 19 de agosto de 1981 | Politehnica Timișoara      | 2–0     | Lokomotive Leipzig | Stadionul 1 Mai, Timișoara                                   |                                                              |
|                      | - Anghel 19' - Nedelcu 28' | Reporte |                    | Asistencia: 18,000 espectadores Árbitro(s): Antonín Øezníček | Asistencia: 18,000 espectadores Árbitro(s): Antonín Øezníček |

Vuelta
| 26 de agosto de 1981 | Lokomotive Leipzig                                    | 5–0 (Global 5-2) | Politehnica Timișoara | Zentralstadion, Leipzig                                 |                                                         |
|                      | - Baum 22' - Moldt 34' - Zötzsche 62' - Kühn 89', 90' | Reporte          |                       | Asistencia: 17,500 espectadores Árbitro(s): Josef Bucek | Asistencia: 17,500 espectadores Árbitro(s): Josef Bucek |

## Dieciseisavos de final
| Equipo 1              | Agr.                 | Equipo 2           | Ida | Vuelta |
| --------------------- | -------------------- | ------------------ | --- | ------ |
| Fram                  | 2–5                  | Dundalk            | 2–1 | 0–4    |
| Ajax                  | 1–6                  | Tottenham Hotspur  | 1–3 | 0–3    |
| SKA Rostov            | 5–0                  | Ankaragücü         | 3–0 | 2–0    |
| Eintracht Frankfurt   | 2-2 (t. s.) (5-4 p.) | PAOK               | 2–0 | 0–2    |
| Swansea City          | 1–3                  | Lokomotive Leipzig | 0–1 | 1–2    |
| Jeunesse Esch         | 2–7                  | Velež Mostar       | 1–1 | 1–6    |
| Dukla Prague          | 4–2                  | Rangers            | 3–0 | 1–2    |
| Barcelona             | 4–2                  | Botev Plovdiv      | 4–1 | 0–1    |
| Vålerenga             | 3–6                  | Legia Warsaw       | 2–2 | 1–4    |
| Lausanne              | 4–4                  | Kalmar             | 2–1 | 2–3    |
| KTP                   | 0–5                  | Bastia             | 0–0 | 0–5    |
| Dinamo Tbilisi        | 4–2                  | Grazer AK          | 2–0 | 2–2    |
| Enosis Neon Paralimni | 1–8                  | Vasas              | 1–0 | 0–8    |
| Floriana              | 1–12                 | Standard Liège     | 1–3 | 0–9    |
| Vejle                 | 2–4                  | Porto              | 2–1 | 0–3    |
| Ballymena United      | 0–6                  | Roma               | 0–2 | 0–4    |

Ida
| 16-9-1981 | Fram                         | 2–1     | Dundalk        | Laugardalsvöllur, Reykjavik    |                                |
|           | Torfason 65' · Steinsson 85' | Reporte | Fairclough 35' | Asistencia: 1,802 espectadores | Asistencia: 1,802 espectadores |

| 16-9-1981 | Ajax      | 1–3     | Tottenham Hotspur          | Olympisch Stadion, Amsterdam    |                                 |
|           | Lerby 68' | Reporte | Falco 19', 34' · Villa 67' | Asistencia: 21,954 espectadores | Asistencia: 21,954 espectadores |

| 16-9-1981 | SKA Rostov                      | 3–0     | Ankaragücü | SKA SKVO Stadium, Rostov-on-Don |                                 |
|           | Zavarov 41', 56' · Andreyev 80' | Reporte |            | Asistencia: 32,000 espectadores | Asistencia: 32,000 espectadores |

| 16-9-1981 | Eintracht Frankfurt     | 2–0     | PAOK | Waldstadion, Frankfurt          |                                 |
|           | Pezzey 12' · Körbel 78' | Reporte |      | Asistencia: 20,500 espectadores | Asistencia: 20,500 espectadores |

| 16-9-1981 | Swansea City | 0–1     | Lokomotive Leipzig | Vetch Field, Swansea            |                                 |
|           |              | Reporte | Kinne 69'          | Asistencia: 10,295 espectadores | Asistencia: 10,295 espectadores |

| 15-9-1981 | Jeunesse Esch | 1–1     | Velež Mostar      | Stade de la Frontière, Esch-sur-Alzette |                                |
|           | Scheitler 73' | Reporte | Mulahasanovic 88' | Asistencia: 1,100 espectadores          | Asistencia: 1,100 espectadores |

| 16-9-1981 | Dukla Prague                         | 3–0     | Rangers | Stadion Juliska, Prague         |                                 |
|           | Rada 4' · Štambachr 33' · Nehoda 71' | Reporte |         | Asistencia: 12,000 espectadores | Asistencia: 12,000 espectadores |

| 16-9-1981 | Barcelona                                           | 4–1     | Botev Plovdiv | Camp Nou, Barcelona             |                                 |
|           | Quini 25' · Simonsen 27', 77' (pen.) · Schuster 37' | Reporte | Slavkov 82'   | Asistencia: 30,300 espectadores | Asistencia: 30,300 espectadores |

| 16-9-1981 | Vålerenga            | 2–2     | Legia Warsaw               | Bislett Stadium, Oslo          |                                |
|           | P. Jacobsen 35', 70' | Reporte | Majewski 43' · Okoński 61' | Asistencia: 4,349 espectadores | Asistencia: 4,349 espectadores |

| 16-9-1981 | Lausanne              | 2–1     | Kalmar        | Stade olympique de la Pontaise, Lausanne |                                |
|           | Parietti 7' · Kok 82' | Reporte | Magnusson 35' | Asistencia: 6,400 espectadores           | Asistencia: 6,400 espectadores |

| 16-9-1981 | KTP | 0–0     | Bastia | Kotkan urheilukeskus, Kotka    |                                |
|           |     | Reporte |        | Asistencia: 4,107 espectadores | Asistencia: 4,107 espectadores |

| 16-9-1981 | Dinamo Tbilisi                     | 2–0     | Grazer AK | Lenin Dinamo Stadium, Tbilisi   |                                 |
|           | Zhvania 42' · Shengelia 72' (pen.) | Reporte |           | Asistencia: 59,900 espectadores | Asistencia: 59,900 espectadores |

| 16-9-1981 | Enosis Neon Paralimni | 1–0     | Vasas | Paralimni Municipal Stadium, Paralimni                 |                                                        |
|           | Goumenos 57'          | Reporte |       | Asistencia: 1,000 espectadores Árbitro(s): Hiqmet Kuka | Asistencia: 1,000 espectadores Árbitro(s): Hiqmet Kuka |

| 23-9-1981 | Floriana     | 1–3     | Standard Liège                                   | National Stadium, Ta' Qali     |                                |
|           | Aquilina 36' | Reporte | Meeuws 23' · Voordeckers 26' · Vandersmissen 30' | Asistencia: 5,021 espectadores | Asistencia: 5,021 espectadores |

| 16-9-1981 | Vejle                        | 2–1     | Porto     | Vejle Stadium, Vejle                                   |                                                        |
|           | Andersen 29' · Eg 41' (pen.) | Reporte | Romeu 26' | Asistencia: 4,400 espectadores Árbitro(s): Volker Roth | Asistencia: 4,400 espectadores Árbitro(s): Volker Roth |

| 16-9-1981 | Ballymena United | 0–2     | Roma              | Ballymena Showgrounds, Ballymena |                                |
|           |                  | Reporte | Chierico 63', 88' | Asistencia: 3,500 espectadores   | Asistencia: 3,500 espectadores |

Vuelta
| 30-9-1981 | Dundalk                                                 | 4–0     | Fram | Oriel Park, Dundalk            |                                |
|           | Flanagan 4' · Fairclough 23' · M. Lawlor 49' · Duff 62' | Reporte |      | Asistencia: 3,500 espectadores | Asistencia: 3,500 espectadores |

| 30-9-1981 | Tottenham Hotspur                    | 3–0 (Global 6-1) | Ajax | White Hart Lane, London         |                                 |
|           | Galvin 69' · Falco 76' · Ardiles 81' | Reporte          |      | Asistencia: 34,606 espectadores | Asistencia: 34,606 espectadores |

| 30-9-1981 | Ankaragücü | 0–2 (Global 0-5) | SKA Rostov                  | Ankara 19 Mayıs Stadium, Ankara |                                 |
|           |            | Reporte          | Andreyev 67' · Vorobyov 71' | Asistencia: 30,000 espectadores | Asistencia: 30,000 espectadores |

| 30-9-1981 | PAOK              | 2–0 (t. s.)(Global 2-2) | Eintracht Frankfurt | Toumba Stadium, Thessaloniki    |                                 |
|           | Kostikos 37', 63' | Reporte                 |                     | Asistencia: 25,000 espectadores | Asistencia: 25,000 espectadores |

| 30-9-1981 | Lokomotive Leipzig    | 2–1 (Global 3-1) | Swansea City | Zentralstadion, Leipzig         |                                 |
|           | Kinne 14' · Moldt 22' | Reporte          | Charles 79'  | Asistencia: 22,800 espectadores | Asistencia: 22,800 espectadores |

| 30-9-1981 | Velež Mostar                                                     | 6–1 (Global 7-2) | Jeunesse Esch | Stadion pod Bijelim Brijegom, Mostar |                                |
|           | Okuka 28', 37' · Skočajić 46' · Matijević 35', 86' · Bajević 67' | Reporte          | Scheitler 81' | Asistencia: 6,000 espectadores       | Asistencia: 6,000 espectadores |

| 30-9-1981 | Rangers                  | 2–1 (Global 2-4) | Dukla Prague  | Ibrox Stadium, Glasgow          |                                 |
|           | Bett 43' · MacDonald 44' | Reporte          | Štambachr 24' | Asistencia: 26,000 espectadores | Asistencia: 26,000 espectadores |

| 30-9-1981 | Botev Plovdiv | 1–0 (Global 2-4) | Barcelona | Stadion Deveti septemvri, Plovdiv |                                 |
|           | Slavkov 35'   | Reporte          |           | Asistencia: 30,000 espectadores   | Asistencia: 30,000 espectadores |

| 30-9-1981 | Legia Warsaw                                            | 4–1 (Global 6-3) | Vålerenga | Stadion Wojska Polskiego, Warsaw |                                |
|           | Baran 1' · Adamczyk 6' · Topolski 36' · Miłoszewicz 90' | Reporte          | Moen 38'  | Asistencia: 8,000 espectadores   | Asistencia: 8,000 espectadores |

| 30-9-1981                                             | Kalmar                                               | 3–2 (Global 4-4) | Lausanne               | Fredriksskans, Kalmar          |                                |
|                                                       | Persson 10' · Ohlsson-Nordenhem 35' · Ryf 42' (a.g.) | Reporte          | Parietti 15' · Kok 62' | Asistencia: 3,654 espectadores | Asistencia: 3,654 espectadores |
| Lausanne clasifica por la regla del gol de visitante. |                                                      |                  |                        |                                |                                |

| 30-9-1981 | Bastia                                             | 5–0 (Global 5-0) | KTP | Stade Armand-Cesari, Bastia    |                                |
|           | Cazes 23' · Ihily 30', 51' · Ponte 49' · Milla 87' | Reporte          |     | Asistencia: 5,837 espectadores | Asistencia: 5,837 espectadores |

| 30-9-1981 | Grazer AK                 | 2–2 (Global 2-4) | Dinamo Tbilisi            | Bundesstadion Liebenau, Graz   |                                |
|           | Riedl 64' · Schwicker 76' | Reporte          | Shengelia 40', 63' (pen.) | Asistencia: 7,000 espectadores | Asistencia: 7,000 espectadores |

| 30-9-1981 | Vasas                                                                                  | 8–0 (Global 8-1) | Enosis Neon Paralimni | Fáy utcai Stadion, Budapest                               |                                                           |
|           | Várady 33', 70' (pen.), 84' (pen.) · Kiss 60', 81' · Szebegyinszky 65' · Izsó 63', 81' | Reporte          |                       | Asistencia: 4,000 espectadores Árbitro(s): Jaromír Fausek | Asistencia: 4,000 espectadores Árbitro(s): Jaromír Fausek |

| 1-10-1981 | Standard Liège                                                                                                | 9–0 (Global 12-1) | Floriana | Stade de Sclessin, Liège       |                                |
|           | Voordeckers 12', 29', 57' · Vandersmissen 32' · Plessers 42', 60' · Tahamata 65' (pen.) · Haan 88' · Graf 89' | Reporte           |          | Asistencia: 7,500 espectadores | Asistencia: 7,500 espectadores |

| 30-9-1981 | Porto                          | 3–0 (Global 4-2) | Vejle | Estádio das Antas, Porto                                           |                                                                    |
|           | Magalhães 37', 41' · Sousa 65' | Reporte          |       | Asistencia: 45,000 espectadores Árbitro(s): Emilio Carlos Guruceta | Asistencia: 45,000 espectadores Árbitro(s): Emilio Carlos Guruceta |

| 30-9-1981 | Roma                                            | 4–0 (Global 6-0) | Ballymena United | Stadio Olimpico, Roma           |                                 |
|           | Spinosi 27' · Pruzzo 43', 50' · Giovannelli 55' | Reporte          |                  | Asistencia: 24,318 espectadores | Asistencia: 24,318 espectadores |

## Rondas siguientes
|  | Dieciseisavos de final                                                         | Dieciseisavos de final                                                         | Dieciseisavos de final                                                         | Dieciseisavos de final                                                         |   |                         | Octavos de final                                            | Octavos de final                                            | Octavos de final                                            | Octavos de final                                            |  |  | Cuartos de final                                      | Cuartos de final                                      | Cuartos de final                                      | Cuartos de final                                      |  |  | Semifinales                                           | Semifinales                                           | Semifinales                                           | Semifinales                                           |  |  | Final                                  | Final                                  |  |
|  | 15 a 23 de septiembre de 1981 (ida) 30 de sep. y 1 de octubre de 1981 (vuelta) | 15 a 23 de septiembre de 1981 (ida) 30 de sep. y 1 de octubre de 1981 (vuelta) | 15 a 23 de septiembre de 1981 (ida) 30 de sep. y 1 de octubre de 1981 (vuelta) | 15 a 23 de septiembre de 1981 (ida) 30 de sep. y 1 de octubre de 1981 (vuelta) |   |                         | 21 de octubre de 1981 (ida) 4 de noviembre de 1981 (vuelta) | 21 de octubre de 1981 (ida) 4 de noviembre de 1981 (vuelta) | 21 de octubre de 1981 (ida) 4 de noviembre de 1981 (vuelta) | 21 de octubre de 1981 (ida) 4 de noviembre de 1981 (vuelta) |  |  | 3 de marzo de 1982 (ida) 17 de marzo de 1982 (vuelta) | 3 de marzo de 1982 (ida) 17 de marzo de 1982 (vuelta) | 3 de marzo de 1982 (ida) 17 de marzo de 1982 (vuelta) | 3 de marzo de 1982 (ida) 17 de marzo de 1982 (vuelta) |  |  | 7 de abril de 1982 (ida) 21 de abril de 1982 (vuelta) | 7 de abril de 1982 (ida) 21 de abril de 1982 (vuelta) | 7 de abril de 1982 (ida) 21 de abril de 1982 (vuelta) | 7 de abril de 1982 (ida) 21 de abril de 1982 (vuelta) |  |  | 12 de mayo de 1982 Camp Nou, Barcelona | 12 de mayo de 1982 Camp Nou, Barcelona |  |
|  |                                                                                |                                                                                |                                                                                |                                                                                |   |                         |                                                             |                                                             |                                                             |                                                             |  |  |                                                       |                                                       |                                                       |                                                       |  |  |                                                       |                                                       |                                                       |                                                       |  |  |                                        |                                        |  |
|  | Fram                                                                           | 2                                                                              | 0                                                                              | 2                                                                              |   |                         |                                                             |                                                             |                                                             |                                                             |  |  |                                                       |                                                       |                                                       |                                                       |  |  |                                                       |                                                       |                                                       |                                                       |  |  |                                        |                                        |  |
|  | Fram                                                                           | 2                                                                              | 0                                                                              | 2                                                                              |   |                         |                                                             |                                                             |                                                             |                                                             |  |  |                                                       |                                                       |                                                       |                                                       |  |  |                                                       |                                                       |                                                       |                                                       |  |  |                                        |                                        |  |
|  | Dundalk                                                                        | 1                                                                              | 4                                                                              | 5                                                                              |   |                         |                                                             |                                                             |                                                             |                                                             |  |  |                                                       |                                                       |                                                       |                                                       |  |  |                                                       |                                                       |                                                       |                                                       |  |  |                                        |                                        |  |
|  | Dundalk                                                                        | 1                                                                              | 4                                                                              | 5                                                                              |   | Dundalk                 | 1                                                           | 0                                                           | 1                                                           |                                                             |  |  |                                                       |                                                       |                                                       |                                                       |  |  |                                                       |                                                       |                                                       |                                                       |  |  |                                        |                                        |  |
|  |                                                                                |                                                                                |                                                                                |                                                                                |   | Dundalk                 | 1                                                           | 0                                                           | 1                                                           |                                                             |  |  |                                                       |                                                       |                                                       |                                                       |  |  |                                                       |                                                       |                                                       |                                                       |  |  |                                        |                                        |  |
|  |                                                                                |                                                                                | Tottenham Hotspur                                                              | 1                                                                              | 1 | 2                       |                                                             |                                                             |                                                             |                                                             |  |  |                                                       |                                                       |                                                       |                                                       |  |  |                                                       |                                                       |                                                       |                                                       |  |  |                                        |                                        |  |
|  | Ajax                                                                           | 1                                                                              | Tottenham Hotspur                                                              | 1                                                                              | 1 | 2                       | 0                                                           | 1                                                           |                                                             |                                                             |  |  |                                                       |                                                       |                                                       |                                                       |  |  |                                                       |                                                       |                                                       |                                                       |  |  |                                        |                                        |  |
|  | Ajax                                                                           | 1                                                                              |                                                                                |                                                                                |   |                         |                                                             |                                                             |                                                             |                                                             |  |  |                                                       |                                                       |                                                       |                                                       |  |  |                                                       |                                                       |                                                       |                                                       |  |  |                                        |                                        |  |
|  | Tottenham Hotspur                                                              | 3                                                                              | 3                                                                              | 6                                                                              |   |                         |                                                             |                                                             |                                                             |                                                             |  |  |                                                       |                                                       |                                                       |                                                       |  |  |                                                       |                                                       |                                                       |                                                       |  |  |                                        |                                        |  |
|  | Tottenham Hotspur                                                              | 3                                                                              | 3                                                                              | 6                                                                              |   | Tottenham Hotspur       | 2                                                           | 1                                                           | 3                                                           |                                                             |  |  |                                                       |                                                       |                                                       |                                                       |  |  |                                                       |                                                       |                                                       |                                                       |  |  |                                        |                                        |  |
|  |                                                                                |                                                                                |                                                                                |                                                                                |   |                         |                                                             |                                                             |                                                             |                                                             |  |  |                                                       |                                                       |                                                       |                                                       |  |  |                                                       |                                                       |                                                       |                                                       |  |  |                                        |                                        |  |
|  |                                                                                |                                                                                | Eintracht Fráncfort                                                            | 0                                                                              | 2 | 2                       |                                                             |                                                             |                                                             |                                                             |  |  |                                                       |                                                       |                                                       |                                                       |  |  |                                                       |                                                       |                                                       |                                                       |  |  |                                        |                                        |  |
|  | SKA Rostov                                                                     | 3                                                                              | Eintracht Fráncfort                                                            | 0                                                                              | 2 | 2                       | 2                                                           | 5                                                           |                                                             |                                                             |  |  |                                                       |                                                       |                                                       |                                                       |  |  |                                                       |                                                       |                                                       |                                                       |  |  |                                        |                                        |  |
|  | SKA Rostov                                                                     | 3                                                                              |                                                                                |                                                                                |   |                         |                                                             |                                                             |                                                             |                                                             |  |  |                                                       |                                                       |                                                       |                                                       |  |  |                                                       |                                                       |                                                       |                                                       |  |  |                                        |                                        |  |
|  | Ankaragücü                                                                     | 0                                                                              | 0                                                                              | 0                                                                              |   |                         |                                                             |                                                             |                                                             |                                                             |  |  |                                                       |                                                       |                                                       |                                                       |  |  |                                                       |                                                       |                                                       |                                                       |  |  |                                        |                                        |  |
|  | Ankaragücü                                                                     | 0                                                                              | 0                                                                              | 0                                                                              |   | SKA Rostov              | 1                                                           | 0                                                           | 1                                                           |                                                             |  |  |                                                       |                                                       |                                                       |                                                       |  |  |                                                       |                                                       |                                                       |                                                       |  |  |                                        |                                        |  |
|  |                                                                                |                                                                                |                                                                                |                                                                                |   | SKA Rostov              | 1                                                           | 0                                                           | 1                                                           |                                                             |  |  |                                                       |                                                       |                                                       |                                                       |  |  |                                                       |                                                       |                                                       |                                                       |  |  |                                        |                                        |  |
|  |                                                                                |                                                                                | Eintracht Fráncfort                                                            | 0                                                                              | 2 | 2                       |                                                             |                                                             |                                                             |                                                             |  |  |                                                       |                                                       |                                                       |                                                       |  |  |                                                       |                                                       |                                                       |                                                       |  |  |                                        |                                        |  |
|  | Eintracht Fráncfort (p.)                                                       | 2                                                                              | Eintracht Fráncfort                                                            | 0                                                                              | 2 | 2                       | 0                                                           | 2 (5)                                                       |                                                             |                                                             |  |  |                                                       |                                                       |                                                       |                                                       |  |  |                                                       |                                                       |                                                       |                                                       |  |  |                                        |                                        |  |
|  | Eintracht Fráncfort (p.)                                                       | 2                                                                              |                                                                                |                                                                                |   |                         |                                                             |                                                             |                                                             |                                                             |  |  |                                                       |                                                       |                                                       |                                                       |  |  |                                                       |                                                       |                                                       |                                                       |  |  |                                        |                                        |  |
|  | PAOK                                                                           | 0                                                                              | 2                                                                              | 2 (4)                                                                          |   |                         |                                                             |                                                             |                                                             |                                                             |  |  |                                                       |                                                       |                                                       |                                                       |  |  |                                                       |                                                       |                                                       |                                                       |  |  |                                        |                                        |  |
|  | PAOK                                                                           | 0                                                                              | 2                                                                              | 2 (4)                                                                          |   | Tottenham Hotspur       | 1                                                           | 0                                                           | 1                                                           |                                                             |  |  |                                                       |                                                       |                                                       |                                                       |  |  |                                                       |                                                       |                                                       |                                                       |  |  |                                        |                                        |  |
|  |                                                                                |                                                                                |                                                                                |                                                                                |   |                         |                                                             |                                                             |                                                             |                                                             |  |  |                                                       |                                                       |                                                       |                                                       |  |  |                                                       |                                                       |                                                       |                                                       |  |  |                                        |                                        |  |
|  |                                                                                |                                                                                | Barcelona                                                                      | 1                                                                              | 1 | 2                       |                                                             |                                                             |                                                             |                                                             |  |  |                                                       |                                                       |                                                       |                                                       |  |  |                                                       |                                                       |                                                       |                                                       |  |  |                                        |                                        |  |
|  | Swansea City                                                                   | 0                                                                              | Barcelona                                                                      | 1                                                                              | 1 | 2                       | 1                                                           | 1                                                           |                                                             |                                                             |  |  |                                                       |                                                       |                                                       |                                                       |  |  |                                                       |                                                       |                                                       |                                                       |  |  |                                        |                                        |  |
|  | Swansea City                                                                   | 0                                                                              |                                                                                |                                                                                |   |                         |                                                             |                                                             |                                                             |                                                             |  |  |                                                       |                                                       |                                                       |                                                       |  |  |                                                       |                                                       |                                                       |                                                       |  |  |                                        |                                        |  |
|  | Lokomotive Leipzig                                                             | 1                                                                              | 2                                                                              | 3                                                                              |   |                         |                                                             |                                                             |                                                             |                                                             |  |  |                                                       |                                                       |                                                       |                                                       |  |  |                                                       |                                                       |                                                       |                                                       |  |  |                                        |                                        |  |
|  | Lokomotive Leipzig                                                             | 1                                                                              | 2                                                                              | 3                                                                              |   | Lokomotive Leipzig (p.) | 1                                                           | 1                                                           | 2 (5)                                                       |                                                             |  |  |                                                       |                                                       |                                                       |                                                       |  |  |                                                       |                                                       |                                                       |                                                       |  |  |                                        |                                        |  |
|  |                                                                                |                                                                                |                                                                                |                                                                                |   | Lokomotive Leipzig (p.) | 1                                                           | 1                                                           | 2 (5)                                                       |                                                             |  |  |                                                       |                                                       |                                                       |                                                       |  |  |                                                       |                                                       |                                                       |                                                       |  |  |                                        |                                        |  |
|  |                                                                                |                                                                                | Velež Mostar                                                                   | 1                                                                              | 1 | 2 (4)                   |                                                             |                                                             |                                                             |                                                             |  |  |                                                       |                                                       |                                                       |                                                       |  |  |                                                       |                                                       |                                                       |                                                       |  |  |                                        |                                        |  |
|  | Jeunesse Esch                                                                  | 1                                                                              | Velež Mostar                                                                   | 1                                                                              | 1 | 2 (4)                   | 1                                                           | 2                                                           |                                                             |                                                             |  |  |                                                       |                                                       |                                                       |                                                       |  |  |                                                       |                                                       |                                                       |                                                       |  |  |                                        |                                        |  |
|  | Jeunesse Esch                                                                  | 1                                                                              |                                                                                |                                                                                |   |                         |                                                             |                                                             |                                                             |                                                             |  |  |                                                       |                                                       |                                                       |                                                       |  |  |                                                       |                                                       |                                                       |                                                       |  |  |                                        |                                        |  |
|  | Velež Mostar                                                                   | 1                                                                              | 6                                                                              | 7                                                                              |   |                         |                                                             |                                                             |                                                             |                                                             |  |  |                                                       |                                                       |                                                       |                                                       |  |  |                                                       |                                                       |                                                       |                                                       |  |  |                                        |                                        |  |
|  | Velež Mostar                                                                   | 1                                                                              | 6                                                                              | 7                                                                              |   | Lokomotive Leipzig      | 0                                                           | 2                                                           | 2                                                           |                                                             |  |  |                                                       |                                                       |                                                       |                                                       |  |  |                                                       |                                                       |                                                       |                                                       |  |  |                                        |                                        |  |
|  |                                                                                |                                                                                |                                                                                |                                                                                |   |                         |                                                             |                                                             |                                                             |                                                             |  |  |                                                       |                                                       |                                                       |                                                       |  |  |                                                       |                                                       |                                                       |                                                       |  |  |                                        |                                        |  |
|  |                                                                                |                                                                                | Barcelona                                                                      | 3                                                                              | 1 | 4                       |                                                             |                                                             |                                                             |                                                             |  |  |                                                       |                                                       |                                                       |                                                       |  |  |                                                       |                                                       |                                                       |                                                       |  |  |                                        |                                        |  |
|  | Dukla Praga                                                                    | 3                                                                              | Barcelona                                                                      | 3                                                                              | 1 | 4                       | 1                                                           | 4                                                           |                                                             |                                                             |  |  |                                                       |                                                       |                                                       |                                                       |  |  |                                                       |                                                       |                                                       |                                                       |  |  |                                        |                                        |  |
|  | Dukla Praga                                                                    | 3                                                                              |                                                                                |                                                                                |   |                         |                                                             |                                                             |                                                             |                                                             |  |  |                                                       |                                                       |                                                       |                                                       |  |  |                                                       |                                                       |                                                       |                                                       |  |  |                                        |                                        |  |
|  | Rangers                                                                        | 0                                                                              | 2                                                                              | 2                                                                              |   |                         |                                                             |                                                             |                                                             |                                                             |  |  |                                                       |                                                       |                                                       |                                                       |  |  |                                                       |                                                       |                                                       |                                                       |  |  |                                        |                                        |  |
|  | Rangers                                                                        | 0                                                                              | 2                                                                              | 2                                                                              |   | Dukla Praga             | 1                                                           | 0                                                           | 1                                                           |                                                             |  |  |                                                       |                                                       |                                                       |                                                       |  |  |                                                       |                                                       |                                                       |                                                       |  |  |                                        |                                        |  |
|  |                                                                                |                                                                                |                                                                                |                                                                                |   | Dukla Praga             | 1                                                           | 0                                                           | 1                                                           |                                                             |  |  |                                                       |                                                       |                                                       |                                                       |  |  |                                                       |                                                       |                                                       |                                                       |  |  |                                        |                                        |  |
|  |                                                                                |                                                                                | Barcelona                                                                      | 0                                                                              | 4 | 4                       |                                                             |                                                             |                                                             |                                                             |  |  |                                                       |                                                       |                                                       |                                                       |  |  |                                                       |                                                       |                                                       |                                                       |  |  |                                        |                                        |  |
|  | Barcelona                                                                      | 4                                                                              | Barcelona                                                                      | 0                                                                              | 4 | 4                       | 0                                                           | 4                                                           |                                                             |                                                             |  |  |                                                       |                                                       |                                                       |                                                       |  |  |                                                       |                                                       |                                                       |                                                       |  |  |                                        |                                        |  |
|  | Barcelona                                                                      | 4                                                                              |                                                                                |                                                                                |   |                         |                                                             |                                                             |                                                             |                                                             |  |  |                                                       |                                                       |                                                       |                                                       |  |  |                                                       |                                                       |                                                       |                                                       |  |  |                                        |                                        |  |
|  | Botev Plovdiv                                                                  | 1                                                                              | 1                                                                              | 2                                                                              |   |                         |                                                             |                                                             |                                                             |                                                             |  |  |                                                       |                                                       |                                                       |                                                       |  |  |                                                       |                                                       |                                                       |                                                       |  |  |                                        |                                        |  |
|  | Botev Plovdiv                                                                  | 1                                                                              | 1                                                                              | 2                                                                              |   | Barcelona               | 2                                                           |                                                             |                                                             |                                                             |  |  |                                                       |                                                       |                                                       |                                                       |  |  |                                                       |                                                       |                                                       |                                                       |  |  |                                        |                                        |  |
|  |                                                                                |                                                                                |                                                                                |                                                                                |   |                         |                                                             |                                                             |                                                             |                                                             |  |  |                                                       |                                                       |                                                       |                                                       |  |  |                                                       |                                                       |                                                       |                                                       |  |  |                                        |                                        |  |
|  |                                                                                |                                                                                | Standard de Lieja                                                              | 1                                                                              |   |                         |                                                             |                                                             |                                                             |                                                             |  |  |                                                       |                                                       |                                                       |                                                       |  |  |                                                       |                                                       |                                                       |                                                       |  |  |                                        |                                        |  |
|  | Vålerenga                                                                      | 2                                                                              | Standard de Lieja                                                              | 1                                                                              | 1 | 3                       |                                                             |                                                             |                                                             |                                                             |  |  |                                                       |                                                       |                                                       |                                                       |  |  |                                                       |                                                       |                                                       |                                                       |  |  |                                        |                                        |  |
|  | Vålerenga                                                                      | 2                                                                              |                                                                                |                                                                                |   |                         |                                                             |                                                             |                                                             |                                                             |  |  |                                                       |                                                       |                                                       |                                                       |  |  |                                                       |                                                       |                                                       |                                                       |  |  |                                        |                                        |  |
|  | Legia de Varsovia                                                              | 2                                                                              | 4                                                                              | 6                                                                              |   |                         |                                                             |                                                             |                                                             |                                                             |  |  |                                                       |                                                       |                                                       |                                                       |  |  |                                                       |                                                       |                                                       |                                                       |  |  |                                        |                                        |  |
|  | Legia de Varsovia                                                              | 2                                                                              | 4                                                                              | 6                                                                              |   | Legia de Varsovia       | 2                                                           | 1                                                           | 3                                                           |                                                             |  |  |                                                       |                                                       |                                                       |                                                       |  |  |                                                       |                                                       |                                                       |                                                       |  |  |                                        |                                        |  |
|  |                                                                                |                                                                                |                                                                                |                                                                                |   | Legia de Varsovia       | 2                                                           | 1                                                           | 3                                                           |                                                             |  |  |                                                       |                                                       |                                                       |                                                       |  |  |                                                       |                                                       |                                                       |                                                       |  |  |                                        |                                        |  |
|  |                                                                                |                                                                                | Lausana-Sport                                                                  | 1                                                                              | 1 | 2                       |                                                             |                                                             |                                                             |                                                             |  |  |                                                       |                                                       |                                                       |                                                       |  |  |                                                       |                                                       |                                                       |                                                       |  |  |                                        |                                        |  |
|  | Lausana-Sport (v.)                                                             | 2                                                                              | Lausana-Sport                                                                  | 1                                                                              | 1 | 2                       | 2                                                           | 4                                                           |                                                             |                                                             |  |  |                                                       |                                                       |                                                       |                                                       |  |  |                                                       |                                                       |                                                       |                                                       |  |  |                                        |                                        |  |
|  | Lausana-Sport (v.)                                                             | 2                                                                              |                                                                                |                                                                                |   |                         |                                                             |                                                             |                                                             |                                                             |  |  |                                                       |                                                       |                                                       |                                                       |  |  |                                                       |                                                       |                                                       |                                                       |  |  |                                        |                                        |  |
|  | Kalmar                                                                         | 1                                                                              | 3                                                                              | 4                                                                              |   |                         |                                                             |                                                             |                                                             |                                                             |  |  |                                                       |                                                       |                                                       |                                                       |  |  |                                                       |                                                       |                                                       |                                                       |  |  |                                        |                                        |  |
|  | Kalmar                                                                         | 1                                                                              | 3                                                                              | 4                                                                              |   | Legia de Varsovia       | 0                                                           | 0                                                           | 0                                                           |                                                             |  |  |                                                       |                                                       |                                                       |                                                       |  |  |                                                       |                                                       |                                                       |                                                       |  |  |                                        |                                        |  |
|  |                                                                                |                                                                                |                                                                                |                                                                                |   |                         |                                                             |                                                             |                                                             |                                                             |  |  |                                                       |                                                       |                                                       |                                                       |  |  |                                                       |                                                       |                                                       |                                                       |  |  |                                        |                                        |  |
|  |                                                                                |                                                                                | Dinamo Tiflis                                                                  | 1                                                                              | 1 | 2                       |                                                             |                                                             |                                                             |                                                             |  |  |                                                       |                                                       |                                                       |                                                       |  |  |                                                       |                                                       |                                                       |                                                       |  |  |                                        |                                        |  |
|  | KTP Kotka                                                                      | 0                                                                              | Dinamo Tiflis                                                                  | 1                                                                              | 1 | 2                       | 0                                                           | 0                                                           |                                                             |                                                             |  |  |                                                       |                                                       |                                                       |                                                       |  |  |                                                       |                                                       |                                                       |                                                       |  |  |                                        |                                        |  |
|  | KTP Kotka                                                                      | 0                                                                              |                                                                                |                                                                                |   |                         |                                                             |                                                             |                                                             |                                                             |  |  |                                                       |                                                       |                                                       |                                                       |  |  |                                                       |                                                       |                                                       |                                                       |  |  |                                        |                                        |  |
|  | Bastia                                                                         | 0                                                                              | 5                                                                              | 5                                                                              |   |                         |                                                             |                                                             |                                                             |                                                             |  |  |                                                       |                                                       |                                                       |                                                       |  |  |                                                       |                                                       |                                                       |                                                       |  |  |                                        |                                        |  |
|  | Bastia                                                                         | 0                                                                              | 5                                                                              | 5                                                                              |   | Bastia                  | 1                                                           | 1                                                           | 2                                                           |                                                             |  |  |                                                       |                                                       |                                                       |                                                       |  |  |                                                       |                                                       |                                                       |                                                       |  |  |                                        |                                        |  |
|  |                                                                                |                                                                                |                                                                                |                                                                                |   | Bastia                  | 1                                                           | 1                                                           | 2                                                           |                                                             |  |  |                                                       |                                                       |                                                       |                                                       |  |  |                                                       |                                                       |                                                       |                                                       |  |  |                                        |                                        |  |
|  |                                                                                |                                                                                | Dinamo Tiflis                                                                  | 1                                                                              | 3 | 4                       |                                                             |                                                             |                                                             |                                                             |  |  |                                                       |                                                       |                                                       |                                                       |  |  |                                                       |                                                       |                                                       |                                                       |  |  |                                        |                                        |  |
|  | Dinamo Tiflis                                                                  | 2                                                                              | Dinamo Tiflis                                                                  | 1                                                                              | 3 | 4                       | 2                                                           | 4                                                           |                                                             |                                                             |  |  |                                                       |                                                       |                                                       |                                                       |  |  |                                                       |                                                       |                                                       |                                                       |  |  |                                        |                                        |  |
|  | Dinamo Tiflis                                                                  | 2                                                                              |                                                                                |                                                                                |   |                         |                                                             |                                                             |                                                             |                                                             |  |  |                                                       |                                                       |                                                       |                                                       |  |  |                                                       |                                                       |                                                       |                                                       |  |  |                                        |                                        |  |
|  | Grazer                                                                         | 0                                                                              | 2                                                                              | 2                                                                              |   |                         |                                                             |                                                             |                                                             |                                                             |  |  |                                                       |                                                       |                                                       |                                                       |  |  |                                                       |                                                       |                                                       |                                                       |  |  |                                        |                                        |  |
|  | Grazer                                                                         | 0                                                                              | 2                                                                              | 2                                                                              |   | Dinamo Tiflis           | 0                                                           | 0                                                           | 0                                                           |                                                             |  |  |                                                       |                                                       |                                                       |                                                       |  |  |                                                       |                                                       |                                                       |                                                       |  |  |                                        |                                        |  |
|  |                                                                                |                                                                                |                                                                                |                                                                                |   |                         |                                                             |                                                             |                                                             |                                                             |  |  |                                                       |                                                       |                                                       |                                                       |  |  |                                                       |                                                       |                                                       |                                                       |  |  |                                        |                                        |  |
|  |                                                                                |                                                                                | Standard de Lieja                                                              | 1                                                                              | 1 | 2                       |                                                             |                                                             |                                                             |                                                             |  |  |                                                       |                                                       |                                                       |                                                       |  |  |                                                       |                                                       |                                                       |                                                       |  |  |                                        |                                        |  |
|  | Enosis Neon Paralimni                                                          | 1                                                                              | Standard de Lieja                                                              | 1                                                                              | 1 | 2                       | 0                                                           | 1                                                           |                                                             |                                                             |  |  |                                                       |                                                       |                                                       |                                                       |  |  |                                                       |                                                       |                                                       |                                                       |  |  |                                        |                                        |  |
|  | Enosis Neon Paralimni                                                          | 1                                                                              |                                                                                |                                                                                |   |                         |                                                             |                                                             |                                                             |                                                             |  |  |                                                       |                                                       |                                                       |                                                       |  |  |                                                       |                                                       |                                                       |                                                       |  |  |                                        |                                        |  |
|  | Vasas                                                                          | 0                                                                              | 8                                                                              | 8                                                                              |   |                         |                                                             |                                                             |                                                             |                                                             |  |  |                                                       |                                                       |                                                       |                                                       |  |  |                                                       |                                                       |                                                       |                                                       |  |  |                                        |                                        |  |
|  | Vasas                                                                          | 0                                                                              | 8                                                                              | 8                                                                              |   | Vasas                   | 0                                                           | 1                                                           | 1                                                           |                                                             |  |  |                                                       |                                                       |                                                       |                                                       |  |  |                                                       |                                                       |                                                       |                                                       |  |  |                                        |                                        |  |
|  |                                                                                |                                                                                |                                                                                |                                                                                |   | Vasas                   | 0                                                           | 1                                                           | 1                                                           |                                                             |  |  |                                                       |                                                       |                                                       |                                                       |  |  |                                                       |                                                       |                                                       |                                                       |  |  |                                        |                                        |  |
|  |                                                                                |                                                                                | Standard de Lieja                                                              | 2                                                                              | 2 | 4                       |                                                             |                                                             |                                                             |                                                             |  |  |                                                       |                                                       |                                                       |                                                       |  |  |                                                       |                                                       |                                                       |                                                       |  |  |                                        |                                        |  |
|  | Floriana                                                                       | 1                                                                              | Standard de Lieja                                                              | 2                                                                              | 2 | 4                       | 0                                                           | 1                                                           |                                                             |                                                             |  |  |                                                       |                                                       |                                                       |                                                       |  |  |                                                       |                                                       |                                                       |                                                       |  |  |                                        |                                        |  |
|  | Floriana                                                                       | 1                                                                              |                                                                                |                                                                                |   |                         |                                                             |                                                             |                                                             |                                                             |  |  |                                                       |                                                       |                                                       |                                                       |  |  |                                                       |                                                       |                                                       |                                                       |  |  |                                        |                                        |  |
|  | Standard de Lieja                                                              | 3                                                                              | 9                                                                              | 12                                                                             |   |                         |                                                             |                                                             |                                                             |                                                             |  |  |                                                       |                                                       |                                                       |                                                       |  |  |                                                       |                                                       |                                                       |                                                       |  |  |                                        |                                        |  |
|  | Standard de Lieja                                                              | 3                                                                              | 9                                                                              | 12                                                                             |   | Standard de Lieja       | 2                                                           | 2                                                           | 4                                                           |                                                             |  |  |                                                       |                                                       |                                                       |                                                       |  |  |                                                       |                                                       |                                                       |                                                       |  |  |                                        |                                        |  |
|  |                                                                                |                                                                                |                                                                                |                                                                                |   |                         |                                                             |                                                             |                                                             |                                                             |  |  |                                                       |                                                       |                                                       |                                                       |  |  |                                                       |                                                       |                                                       |                                                       |  |  |                                        |                                        |  |
|  |                                                                                |                                                                                | Porto                                                                          | 0                                                                              | 2 | 2                       |                                                             |                                                             |                                                             |                                                             |  |  |                                                       |                                                       |                                                       |                                                       |  |  |                                                       |                                                       |                                                       |                                                       |  |  |                                        |                                        |  |
|  | Vejle                                                                          | 2                                                                              | Porto                                                                          | 0                                                                              | 2 | 2                       | 0                                                           | 2                                                           |                                                             |                                                             |  |  |                                                       |                                                       |                                                       |                                                       |  |  |                                                       |                                                       |                                                       |                                                       |  |  |                                        |                                        |  |
|  | Vejle                                                                          | 2                                                                              |                                                                                |                                                                                |   |                         |                                                             |                                                             |                                                             |                                                             |  |  |                                                       |                                                       |                                                       |                                                       |  |  |                                                       |                                                       |                                                       |                                                       |  |  |                                        |                                        |  |
|  | Porto                                                                          | 1                                                                              | 3                                                                              | 4                                                                              |   |                         |                                                             |                                                             |                                                             |                                                             |  |  |                                                       |                                                       |                                                       |                                                       |  |  |                                                       |                                                       |                                                       |                                                       |  |  |                                        |                                        |  |
|  | Porto                                                                          | 1                                                                              | 3                                                                              | 4                                                                              |   | Porto                   | 2                                                           | 0                                                           | 2                                                           |                                                             |  |  |                                                       |                                                       |                                                       |                                                       |  |  |                                                       |                                                       |                                                       |                                                       |  |  |                                        |                                        |  |
|  |                                                                                |                                                                                |                                                                                |                                                                                |   | Porto                   | 2                                                           | 0                                                           | 2                                                           |                                                             |  |  |                                                       |                                                       |                                                       |                                                       |  |  |                                                       |                                                       |                                                       |                                                       |  |  |                                        |                                        |  |
|  |                                                                                |                                                                                | Roma                                                                           | 0                                                                              | 0 | 0                       |                                                             |                                                             |                                                             |                                                             |  |  |                                                       |                                                       |                                                       |                                                       |  |  |                                                       |                                                       |                                                       |                                                       |  |  |                                        |                                        |  |
|  | Ballymena United                                                               | 0                                                                              | Roma                                                                           | 0                                                                              | 0 | 0                       | 0                                                           | 0                                                           |                                                             |                                                             |  |  |                                                       |                                                       |                                                       |                                                       |  |  |                                                       |                                                       |                                                       |                                                       |  |  |                                        |                                        |  |
|  | Ballymena United                                                               | 0                                                                              |                                                                                |                                                                                |   |                         |                                                             |                                                             |                                                             |                                                             |  |  |                                                       |                                                       |                                                       |                                                       |  |  |                                                       |                                                       |                                                       |                                                       |  |  |                                        |                                        |  |
|  | Roma                                                                           | 2                                                                              | 4                                                                              | 6                                                                              |   |                         |                                                             |                                                             |                                                             |                                                             |  |  |                                                       |                                                       |                                                       |                                                       |  |  |                                                       |                                                       |                                                       |                                                       |  |  |                                        |                                        |  |

### Octavos de final
Ida
| 21-10-1981 | Dundalk        | 1–1     | Tottenham Hotspur | Oriel Park, Dundalk             |                                 |
|            | Fairclough 82' | Reporte | Crooks 63'        | Asistencia: 17,500 espectadores | Asistencia: 17,500 espectadores |

| 21-10-1981 | SKA Rostov | 1–0     | Eintracht Frankfurt | SKA SKVO Stadium, Rostov-on-Don |                                 |
|            | Yashin 30' | Reporte |                     | Asistencia: 33,000 espectadores | Asistencia: 33,000 espectadores |

| 21-10-1981 | Lokomotive Leipzig  | 1–1     | Velež Mostar | Bruno-Plache-Stadion, Leipzig   |                                 |
|            | Zötzsche 31' (pen.) | Reporte | Vukoje 47'   | Asistencia: 11,200 espectadores | Asistencia: 11,200 espectadores |

| 21-10-1981 | Dukla Prague | 1–0     | Barcelona | Stadion Juliska, Prague         |                                 |
|            | Kozák 14'    | Reporte |           | Asistencia: 29,000 espectadores | Asistencia: 29,000 espectadores |

| 21-10-1981 | Legia Warsaw            | 2–1     | Lausanne | Stadion Wojska Polskiego, Warsaw |                                 |
|            | Adamczyk 8' · Baran 32' | Reporte | Kok 22'  | Asistencia: 12,000 espectadores  | Asistencia: 12,000 espectadores |

| 21-10-1981 | Bastia    | 1–1     | Dinamo Tbilisi | Stade Armand-Cesari, Bastia    |                                |
|            | Milla 63' | Reporte | Gutsaev 36'    | Asistencia: 4,629 espectadores | Asistencia: 4,629 espectadores |

| 21-10-1981 | Vasas | 0–2     | Standard Liège    | Fáy utcai Stadion, Budapest    |                                |
|            |       | Reporte | Tahamata 51', 59' | Asistencia: 4,007 espectadores | Asistencia: 4,007 espectadores |

| 21-10-1981 | Porto                 | 2–0     | Roma | Estádio das Antas, Porto                                 |                                                          |
|            | Walsh 41' · Costa 46' | Reporte |      | Asistencia: 30,000 espectadores Árbitro(s): Adolf Prokop | Asistencia: 30,000 espectadores Árbitro(s): Adolf Prokop |

Vuelta
| 4-11-1981 | Local      | 1–0 (Global 2-1) | Dundalk | White Hart Lane, London         |                                 |
|           | Crooks 63' | Reporte          |         | Asistencia: 33,455 espectadores | Asistencia: 33,455 espectadores |

| 4-11-1981 | Eintracht Frankfurt           | 2–0 (Global 2-1) | SKA Rostov | Waldstadion, Frankfurt          |                                 |
|           | Pezzey 3' · Lorant 39' (pen.) | Reporte          |            | Asistencia: 27,000 espectadores | Asistencia: 27,000 espectadores |

| 4-11-1981 | Velež Mostar | 1–1 (t. s.)(0-3 p.)(Global 2-2) | Lokomotive Leipzig  | Stadion pod Bijelim Brijegom, Mostar |                                 |
|           | Bajević 22'  | Reporte                         | Zötzsche 72' (pen.) | Asistencia: 13,000 espectadores      | Asistencia: 13,000 espectadores |

| 4-11-1981 | Barcelona                                            | 4–0 (Global 4-1) | Dukla Prague | Camp Nou, Barcelona             |                                 |
|           | Morán 3' · Sánchez 10' · Alexanko 39' · Schuster 83' | Reporte          |              | Asistencia: 70,000 espectadores | Asistencia: 70,000 espectadores |

| 4-11-1981 | Lausanne        | 1–1 (Global 2-3) | Legia Warsaw | Stade olympique de la Pontaise, Lausanne |                                 |
|           | Lei-Ravello 85' | Reporte          | Baran 48'    | Asistencia: 10,000 espectadores          | Asistencia: 10,000 espectadores |

| 4-11-1981 | Dinamo Tbilisi                        | 3–1 (Global 4-2) | Bastia    | Lenin Dinamo Stadium, Tbilisi   |                                 |
|           | Shengelia 15', 74' · Sulakvelidze 60' | Reporte          | Milla 90' | Asistencia: 80,000 espectadores | Asistencia: 80,000 espectadores |

| 4-11-1981 | Standard Liège       | 2–1 (Global 4-1) | Vasas     | Stade de Sclessin, Liège        |                                 |
|           | Voordeckers 10', 84' | Reporte          | Híres 67' | Asistencia: 12,629 espectadores | Asistencia: 12,629 espectadores |

| 4-11-1981 | Roma | 0–0 (Global 0-2) | Porto | Stadio Olimpico, Rome           |                                 |
|           |      | Reporte          |       | Asistencia: 58,000 espectadores | Asistencia: 58,000 espectadores |

### Cuartos de final
Ida
| 3-3-1982 | Tottenham Hotspur       | 2–0     | Eintracht Frankfurt | White Hart Lane, London         |                                 |
|          | Miller 59' · Hazard 80' | Reporte |                     | Asistencia: 38,172 espectadores | Asistencia: 38,172 espectadores |

| 3-3-1982 | Lokomotive Leipzig | 0–3     | Barcelona                            | Zentralstadion, Leipzig         |                                 |
|          |                    | Reporte | Quini 56' · Morán 85' · Simonsen 90' | Asistencia: 68,500 espectadores | Asistencia: 68,500 espectadores |

| 3-3-1982 | Legia Warsaw | 0–1     | Dinamo Tbilisi  | Stadion Wojska Polskiego, Warsaw |                                 |
|          |              | Reporte | Sulakvelidze 9' | Asistencia: 25,000 espectadores  | Asistencia: 25,000 espectadores |

| 3-3-1982 | Standard Liège                     | 2–0     | Porto | Stade de Sclessin, Liège                                   |                                                            |
|          | Englebert 30' · Gabriel 67' (a.g.) | Reporte |       | Asistencia: 27,000 espectadores Árbitro(s): Rudolf Renggli | Asistencia: 27,000 espectadores Árbitro(s): Rudolf Renggli |

Vuelta
| 17-3-1982 | Eintracht Frankfurt   | 2–1 (Global 2-3) | Tottenham Hotspur | Waldstadion, Frankfurt          |                                 |
|           | Borchers 2' · Cha 15' | Reporte          | Hoddle 80'        | Asistencia: 43,344 espectadores | Asistencia: 43,344 espectadores |

| 17-3-1982 | Barcelona | 1–2 (Global 4-2) | Lokomotive Leipzig        | Camp Nou, Barcelona             |                                 |
|           | Morán 15' | Reporte          | Kühn 41' · Bornschein 48' | Asistencia: 61,000 espectadores | Asistencia: 61,000 espectadores |

| 17-3-1982 | Dinamo Tbilisi | 1–0 (Global 2-0) | Legia Warsaw | Lenin Dinamo Stadium, Tbilisi   |                                 |
|           | Shengelia 30'  | Reporte          |              | Asistencia: 80,000 espectadores | Asistencia: 80,000 espectadores |

| 17-3-1982 | Porto                   | 2–2 (Global 2-4) | Standard Liège                  | Estádio das Antas, Porto                                   |                                                            |
|           | Jacques 58' · Walsh 70' | Reporte          | Lecloux 45' · Vandersmissen 68' | Asistencia: 60,000 espectadores Árbitro(s): Brian McGinlay | Asistencia: 60,000 espectadores Árbitro(s): Brian McGinlay |

### Semifinales
Ida
| 7-4-1982 | Tottenham Hotspur | 1–1     | Barcelona        | White Hart Lane, London                                   |                                                           |
|          | Roberts 85'       | Reporte | Antonio Olmo 60' | Asistencia: 41,555 espectadores Árbitro(s): Egbert Mulder | Asistencia: 41,555 espectadores Árbitro(s): Egbert Mulder |

| 7-4-1982 | Dinamo Tbilisi | 0–1     | Standard Liège | Lenin Dinamo Stadium, Tbilisi   |                                 |
|          |                | Reporte | Daerden 41'    | Asistencia: 88,400 espectadores | Asistencia: 88,400 espectadores |

Vuelta
| 21-4-1982 | Standard Liège | 1–0 (Global 2-0) | Dinamo Tbilisi | Stade de Sclessin, Liège        |                                 |
|           | Daerden 22'    | Reporte          |                | Asistencia: 23,000 espectadores | Asistencia: 23,000 espectadores |

| 21-4-1982 | Barcelona    | 1–0 (Global 2-1) | Tottenham Hotspur | Camp Nou, Barcelona             |                                 |
|           | Simonsen 46' | Reporte          |                   | Asistencia: 80,000 espectadores | Asistencia: 80,000 espectadores |

## Final
| 1  | POR | Javier Urruticoechea       |  |
| 2  | DEF | Gerardo Miranda            |  |
| 3  | DEF | Migueli                    |  |
| 4  | DEF | José Ramón Alexanko        |  |
| 5  | DEF | José Manuel Martínez Toral |  |
| 6  | MED | Tente Sánchez              |  |
| 7  | MED | Josep Moratalla            |  |
| 8  | MED | Esteban Vigo               |  |
| 9  | DEL | Allan Simonsen             |  |
| 10 | DEL | Quini                      |  |
| 11 | DEL | Francisco José Carrasco    |  |
| DT | DT  | Udo Lattek                 |  |

| 1  | POR | Michel Preud'homme |  |
| 2  | DEF | Eric Gerets        |  |
| 3  | DEF | Theo Poel          |  |
| 4  | DEF | Walter Meeuws      |  |
| 5  | DEF | Gerard Plessers    |  |
| 6  | MED | Guy Vandersmissen  |  |
| 7  | MED | Jos Daerden        |  |
| 8  | MED | Arie Haan          |  |
| 9  | MED | René Botteron      |  |
| 10 | DEL | Simon Tahamata     |  |
| 11 | DEL | Benny Wendt        |  |
| DT | DT  | Raymond Goethals   |  |

|  | 44' | Allan Simonsen | 1-1 |
|  | 63' | Quini          | 2-1 |

|  | 6' | Guy Vandersmissen | 0-1 |

|  | 25' | Migueli |
|  | 83' | Manolo  |

|  | 27' | Benny Wendt      |
|  | 31' | Walter Meeuws    |
|  | 71' | Arie Haan        |
|  | 85' | Guy Vandermissen |

|  | 89' | Walter Meeuws |

| Árbitro | Walter Eschweiler |

| 1  | POR | Javier Urruticoechea       |  |
| 2  | DEF | Gerardo Miranda            |  |
| 3  | DEF | Migueli                    |  |
| 4  | DEF | José Ramón Alexanko        |  |
| 5  | DEF | José Manuel Martínez Toral |  |
| 6  | MED | Tente Sánchez              |  |
| 7  | MED | Josep Moratalla            |  |
| 8  | MED | Esteban Vigo               |  |
| 9  | DEL | Allan Simonsen             |  |
| 10 | DEL | Quini                      |  |
| 11 | DEL | Francisco José Carrasco    |  |
| DT | DT  | Udo Lattek                 |  |

| 1  | POR | Michel Preud'homme |  |
| 2  | DEF | Eric Gerets        |  |
| 3  | DEF | Theo Poel          |  |
| 4  | DEF | Walter Meeuws      |  |
| 5  | DEF | Gerard Plessers    |  |
| 6  | MED | Guy Vandersmissen  |  |
| 7  | MED | Jos Daerden        |  |
| 8  | MED | Arie Haan          |  |
| 9  | MED | René Botteron      |  |
| 10 | DEL | Simon Tahamata     |  |
| 11 | DEL | Benny Wendt        |  |
| DT | DT  | Raymond Goethals   |  |

|  | 44' | Allan Simonsen | 1-1 |
|  | 63' | Quini          | 2-1 |

|  | 6' | Guy Vandersmissen | 0-1 |

|  | 25' | Migueli |
|  | 83' | Manolo  |

|  | 27' | Benny Wendt      |
|  | 31' | Walter Meeuws    |
|  | 71' | Arie Haan        |
|  | 85' | Guy Vandermissen |

|  | 89' | Walter Meeuws |

| Árbitro | Walter Eschweiler |

| Bandera de España           |
| Campeón Barcelona 2° título |

## Goleadores
Los máximos goleadores de la Recopa de Europa 1981–82 fueron:
| Lugar | Jugador           | Equipo             | Goles |
| ----- | ----------------- | ------------------ | ----- |
| 1     | Eddy Voordeckers  | Standard de Lieja  | 6     |
| 1     | Ramaz Shengelia   | Dinamo Tbilisi     | 6     |
| 3     | Allan Simonsen    | Barcelona          | 5     |
| 4     | Guy Vandersmissen | Standard de Lieja  | 4     |
| 5     | Béla Várady       | Vasas              | 3     |
| 5     | Mark Falco        | Tottenham Hotspur  | 3     |
| 5     | Mick Fairclough   | Dundalk            | 3     |
| 5     | Enrique Morán     | Barcelona          | 3     |
| 5     | Quini             | Barcelona          | 3     |
| 5     | Roger Milla       | Bastia             | 3     |
| 5     | Robert Kok        | Lausanne           | 3     |
| 5     | Janusz Baran      | Legia Warsaw       | 3     |
| 5     | Dieter Kühn       | Lokomotive Leipzig | 3     |
| 5     | Uwe Zötzsche      | Lokomotive Leipzig | 3     |
| 5     | Simon Tahamata    | Standard de Lieja  | 3     |